# Крафт Шепке
Крафт Шепке (нім. Kraft Schepke, 3 березня 1934 — 12 листопада 2023) — німецький академічний веслувальник.
Олімпійський чемпіон 1960 року в складі вісімки.
Чемпіон Європи 1958 (розпашні четвірки без стернового), 1959 (вісімки), 1961 (розпашні четвірки зі стерновим) років.